# Tjekam

Tjekam är ett 1 175 meter högt fjäll beläget nordväst om sjön Tjålmejaure i Svaipas fågelskyddsområde i Arjeplogs kommun.